# フランケチエンヌ
フランケチエンヌ（Frankétienne、出生名：Franck Étienne、1936年4月12日 - 2025年2月20日）は、ハイチの作家、詩人、劇作家、音楽家、画家。ラヴァン＝セシェ生まれ。

## 作風
フランス語、ハイチ語双方で創作する。画家としては、色彩豊かなアブストラクトの作品で知られ、しばしば青と赤が強調される。
2009年のノーベル文学賞候補者となった。
2025年2月20日に死去。88歳没。

## 著作物

### 日本語訳作品
- 『月光浴 ハイチ短篇集』フランケチエンヌほか著 立花英裕／星埜守之 編 国書刊行会〈文学の冒険〉2003年11月

### 選集
- Au Fil du Temps - compilation of poems
- Ultravocal - novel
- Pèlin Tèt - play (written in Haitian Creole)
- Dézafi - novel (first novel written in Haitian Creole)[2]
- Mûr à Crever - novel
- Les Affres d'un Défi - novel

## 研究書
- 恒川邦夫『フランケチエンヌ ― クレオールの挑戦』現代企画室、1999年6月